# وایتسون (اورگن)
وایتسون (به انگلیسی: Whiteson) یک منطقهٔ مسکونی در ایالات متحده آمریکا است که در شهرستان یمهیل، اورگن واقع شده‌است.